# Vitrove, Berîslav
Vitrove (în ucraineană Вітрове) este un sat în comuna Kirove din raionul Berîslav, regiunea Herson, Ucraina.

## Demografie
Componența lingvistică a localității Vitrove
     Ucraineană (95,29%)
     Rusă (4,12%)
     Alte limbi (0,59%)
Conform recensământului din 2001, majoritatea populației localității Vitrove era vorbitoare de ucraineană (95,29%), existând în minoritate și vorbitori de rusă (4,12%).